# Austrolebias monstrosus
Austrolebias monstrosus är en fiskart som först beskrevs av Huber, 1995.  Austrolebias monstrosus ingår i släktet Austrolebias och familjen Rivulidae. Inga underarter finns listade.